# Eusirus propinquus
Eusirus propinquus är en kräftdjursart som beskrevs av Georg Ossian Sars 1893. Eusirus propinquus ingår i släktet Eusirus och familjen Eusiridae. Arten har ej påträffats i Sverige. Inga underarter finns listade i Catalogue of Life.